# شهرستان چنگیرلاو
شهرستان چنگیرلاو و یا شهرستان شینگیرلاو (به قزاقی: Шыңғырлау ауданы، شىڭعىرلاۋ اۋدانى) یک شهرستان در قزاقستان است که در استان قزاقستان غربی واقع شده‌است. این شهرستان ۱۵۳۰۴ نفر جمعیت دارد.